# Christoph Ritter
 Christoph Ritter  était un sculpteur et orfèvre allemand du XVIIe siècle.

## Biographie
C. Ritter devient maître en 1633. Il forma son fils Paul Hieronimus Ritter comme orfèvre.